# Vilém ze Sully
Vilém, hrabě ze Sully, také známý jako Vilém Prostý (c. 1085 – c. 1150) byl hrabětem z Blois a Chartres v letech 1102-1107 a jure uxoris hrabětem ze Sully. Vilém byl nejstarší syn Štěpána, hraběte z Blois a Adély, dcery Viléma Dobyvatele. Byl starším bratrem Theobalda, hraběte ze Champagne, krále Anglie Štěpána a Jindřicha, biskupa z Winchesteru.
Díky tomu, že anglický král Jindřich I. Anglický neměl mužského potomka, byl Vilém nejstarším mužským dědicem Viléma Dobyvatele. Byl by tak úhlavním nepřítelem Jindřichovy dcery Matyldy, která chtěla trůn svého otce pro sebe. Nicméně, Vilém nebyl považován za kandidáta na anglický trůn. Někteří historikové jsou toho názoru, že byl z nástupnictví vynechám z důvodu duševní poruchy, kvůli které má také přezdívku "Vilém Prostý" či "Jednoduchý".
Vilém měl být hrabětem z Blois a Chartres, kterým byl jmenován krátce před odjezdem svého otce na jeho druhou křížovou výpravu. Nicméně jeho matka nad ním měla veškerou kontrolu a odpovědnost, protože byl velmi nevyrovnaný. Jednou napadl a vyhrožoval zabitím biskupovi ze Chartres během jurisdikčního sporu. A tak, když jeho bratr Theobald v roce 1107 dosáhl věku, aby se ujal vlády, donutila matka Viléma odejít do země jeho manželky do Sully.

## Rodina a děti
V roce 1104 se Vilém oženil s Anežkou ze Sully, dědičkou panství Sully-sur-Loire, ženou obdivuhodné krásy,[zdroj?] která byla u dvora Vilémovy matky. Manželství Viléma a Anežky bylo šťastné a narodilo se z něho několik dětí:
1. Markéta (1105-1145). Okolo roku 1122 se vdala za Jindřicha, hraběte z Eu, lorda z Hastingsu.
2. Jindřich ze Sully, opat z Fécampu (zemřel v roce 1189)